# Liberty Classic
La Liberty Classic era una corsa in linea femminile di ciclismo su strada svoltasi a Filadelfia, negli Stati Uniti, con cadenza annuale dal 1994 al 2012.

## Storia
Nata nel 1994 come CoreStates Liberty Classic, nel 1999 cambiò nome in First Union Liberty Classic, e dal 2003 assunse la denominazione Liberty Classic. Si correva nello stesso giorno della Philadelphia International Championship maschile. Dal 1998 al 2001 fu inclusa nel calendario della Coppa del mondo femminile, mentre dal 2002 al 2012 fece parte del Calendario internazionale UCI come prova di classe 1.1.
Plurivincitrice fu negli anni la tedesca Petra Rossner, con sette successi tra il 1996 e il 2004, di cui cinque consecutivi; la connazionale Ina-Yoko Teutenberg ottenne invece cinque vittorie tra il 2005 e il 2012.
L'ultima edizione della prova fu nel 2012; nel 2013 gli organizzatori annunciarono infatti l'annullamento della corsa. Una nuova gara femminile per Elite, denominata Philadelphia Cycling Classic, sarà organizzata sempre a Filadelfia dal 2013 al 2016.

## Percorso
Il percorso era normalmente composto da quattro giri su un circuito, similare a quello della gara maschile, che si estendeva attraverso la città di Filadelfia e che si caratterizzava per l'ascesa sul "muro" di Manayunk.

## Albo d'oro
Aggiornato all'edizione 2012.
| Anno                        | Vincitrice                 | Seconda                    | Terza                      |
| CoreStates Liberty Classic  | CoreStates Liberty Classic | CoreStates Liberty Classic | CoreStates Liberty Classic |
| --------------------------- | -------------------------- | -------------------------- | -------------------------- |
| 1994                        | Marianne Bergelund         | Julie Young                | Deirdre Demet-Barry        |
| 1995                        | Clara Hughes               | Jeannie Golay              | Jacqueline Nelson          |
| 1996                        | Petra Rossner              | Jeannie Golay              | Karen Livingston-Bliss     |
| 1997                        | Edita Pučinskaitė          | Rasa Polikevičiūtė         | Karen Kurreck              |
| 1998                        | Petra Rossner              | Diana Žiliūtė              | Gabriella Pregnolato       |
| First Union Liberty Classic |                            |                            |                            |
| 1999                        | Petra Rossner              | Karen Dunne                | Hanka Kupfernagel          |
| 2000                        | Petra Rossner              | Diana Žiliūtė              | Vera Hohlfeld              |
| 2001                        | Petra Rossner              | Anna Millward              | Debbie Masveld             |
| 2002                        | Petra Rossner              | Laura Van Gilder           | Deirdre Demet-Barry        |
| Liberty Classic             |                            |                            |                            |
| 2003                        | Lyne Bessette              | Lynn Gaggioli              | Judith Arndt               |
| 2004                        | Petra Rossner              | Gina Grain                 | Laura Van Gilder           |
| 2005                        | Ina-Yoko Teutenberg        | Regina Schleicher          | Laura Van Gilder           |
| 2006                        | Regina Schleicher          | Ina-Yoko Teutenberg        | Tina Mayolo Pic            |
| 2007                        | Ina-Yoko Teutenberg        | Regina Schleicher          | Gina Grain                 |
| 2008                        | Chantal Beltman            | Brooke Miller              | Ina-Yoko Teutenberg        |
| 2009                        | Ina-Yoko Teutenberg        | Joanne Kiesanowski         | Shelly Olds                |
| 2010                        | Ina-Yoko Teutenberg        | Shelley Olds               | Theresa Cliff-Ryan         |
| 2011                        | Giorgia Bronzini           | Shelley Olds               | Jennifer Purcell           |
| 2012                        | Ina-Yoko Teutenberg        | Rochelle Gilmore           | Giorgia Bronzini           |